# Utopía (álbum de Romeo Santos)
Utopía es el cuarto álbum de estudio del cantautor estadounidense Romeo Santos. Fue lanzado al mercado por Sony Music Latin el 5 de abril de 2019.
A diferencia de sus discos predecesores, Utopía se centra exclusivamente en la bachata, además de contar con las participaciones de varios reconocidos bachateros dominicanos como El Chaval de la Bachata, Frank Reyes, Raulín Rodríguez, Elvis Martínez, Kiko Rodríguez, Teodoro Reyes, Joe Veras, Zacarías Ferreira, Luis Vargas y el dúo Monchy & Alexandra. Adicionalmente, también cuenta con las participaciones especiales de Antony Santos con el tema «Bellas» y la banda domínico-estadounidense Aventura con «Inmortal», su primer éxito en diez años tras el lanzamiento de su última producción discográfica The Last y su separación en 2011.

## Promoción

### Sencillos
El primer sencillo, «Inmortal» (canción que grabó con sus compañeros de Aventura), fue estrenado el 5 de abril de 2019 junto con el disco. Mismo día en que se estrenó su vídeo oficial. Fue grabado en Miami, Florida y dirigido por Fernando Lugo y cuenta con la participación de la modelo venezolana Karlis Romero. Ella se enamora de Romeo pero son separados por un equipo de SWAT que se llevan a Romeo y es retenido en un laboratorio del gobierno donde queda desnudo y encerrado dentro de un cubo de cristal.
«La demanda», en colaboración con Raulín Rodríguez, se estrenó el 12 de abril de 2019, así también como su vídeo oficial, grabado en República Dominicana y dirigido por Joaquín Cambre, en el que se muestra a una mujer siendo demandada en una corte por haber jugado con los sentimientos de Romeo y Raulín. El 24 de mayo de 2019, «Payasos», junto a Frank Reyes fue estrenado como el tercer sencillo del álbum. La temática del audiovisual dirigido nuevamente por Joaquín Cambre («La demanda») trata precisamente de dos hombres detrás de un amor no correspondido, lo que los convierte en «dos payasos en un circo de amor» tal como lo recita el estribillo de la canción. En el vídeo, una mujer trabaja en un teatro donde Romeo y Frank acaban con la cara maquillada de payasos.
El 28 de junio de 2019 se estrenó «Canalla», junto a El Chaval de la Bachata, como el cuarto sencillo. El vídeo oficial fue grabado en la Ciudad Colonial de República Dominicana y dirigido nuevamente por Fernando Lugo («Inmortal»). En el mismo participa la modelo haitiana Sarodj Bertin y se puede ver como Romeo baila bachata con las personas que aparecen en el vídeo y jugando dominó y tuvo muy buena camaradería con El Chaval. El quinto sencillo, «Millonario», en el que fue partícipe Elvis Martínez, fue estrenado el 19 de julio de 2019. Su vídeo oficial fue dirigido por Fernando Lugo («Canalla») y rodado en varias localidades de Nueva York. En el mismo Romeo y Elvis asaltan un banco donde la gente y los guardias los reciben con aplausos mientras roban una enorme cantidad de dinero, el cual usan para impresionar a sus respectivas novias. Elvis le regala un automóvil mientras Romeo sorprende a su novia con una mansión. Romeo le propone matrimonio a su novia en una fiesta que organiza. Al final, todo resulta ser un sueño de ambos cantantes que realmente están pidiendo limosna en las calles.
El 2 de agosto de 2019, «Me quedo» fue estrenada como el sexto sencillo, al igual que el videoclip en el que interpreta con Zacarías Ferreira. El videoclip entreteje la historia de una pareja que vive las consecuencias de la traición y de la incertidumbre de qué hacer cuando suceden estas cosas en una relación. La canción se convirtió en la favorita del pública luego de que una niña de nombre Loanny enterneciera las redes sociales cantando un pedazo de la misma, a lo cual Romeo no pudo resistirse a su hermosa voz y lo compartió con sus seguidores en las redes sociales. «Ileso», que cuenta con la colaboración de Teodoro Reyes, fue estrenada el 16 de agosto de 2019 como el séptimo sencillo del disco junto al vídeo oficial. El 27 de mayo de 2019, Romeo había publicado una foto en sus redes sociales junto a Reyes en un bar de la República Dominicana, lo que dio indicio al estreno del audiovisual. El 23 de agosto de 2019, Romeo sorprendió a sus seguidores con el estreno del vídeo oficial de «Amor enterrado» junto a Joe Veras, que al mismo tiempo fue estrenada como el octavo sencillo del disco. El audiovisual muestra a un hombre que siente que ya no ama a su mujer a pesar de que tienen dos hijos pequeños. Al final, ese amor vuelve a surgir de las cenizas cuando se reúne con su mujer al ver a sus hijos jugando fútbol. «El beso que no le di», junto a Kiko Rodríguez, se estrenó el 30 de agosto de 2019 como el noveno sencillo del disco. El videoclip muestra a Romeo y a Kiko en una iglesia siendo testigos del casamiento de una mujer a la que aman con otro pretendiente. El 6 de septiembre de 2019, se estrenó «Años luz» junto a Monchy & Alexandra como el décimo sencillo del disco. El vídeo muestra a un chico que está de luto por su novia quien falleció en un hospital a causa de una enfermedad desconocida. Sin embargo, a pesar de su muerte, él no se olvida de su novia y la sigue amando «años luz». El 13 de septiembre de 2019, «Los últimos», que cuenta con la participación de Luis Vargas fue estrenada como el undécimo y último sencillo del disco. El audiovisual muestra a Romeo y a Luis en un club nocturno relatando sus experiencias con una mujer que los ha utilizado a ambos, por lo que deciden unirse para sorprenderla.

### Gira musical
El 20 de mayo de 2019, Romeo anunció en sus redes sociales que presentaría el espectáculo Utopia: The Concert el 21 de septiembre de 2019 en el MetLife Stadium de Nueva Jersey, donde congregó a ochenta mil seguidores en una sola noche, convirtiéndose en el primer y único artista latinoamericano en presentarse en el nuevo estadio de los yanquis de Nueva York. El concierto contó con las participaciones de casi todos los artistas que colaboraron en el disco, incluyendo al icónico grupo Aventura, con excepción de Teodoro Reyes y Anthony Santos. También estuvieron de invitados especiales la rapera y cantante estadounidense Cardi B interpretando «Obsesión», y los cantantes puertorriqueños Ozuna («Sobredosis», «Ibiza» y «El farsante») y Wisin & Yandel («Aullando» y «Noche de sexo»).
El 23 de septiembre de 2019 se anunció que Romeo Santos continuaría la gira musical en noviembre, esta vez en quince provincias de la República Dominicana, denominada La gira del pueblo: Utopía, totalmente gratis gracias a una iniciativa con el grupo Telemicro, una forma en la que el artista regresa todo el apoyo y cariño de sus seguidores a su carrera en todos estos años.

### Interpretaciones en vivo
El 25 de abril de 2019, el cantante interpretó los temas «La demanda» e «Inmortal» junto a Raulín Rodríguez y Aventura en los Premios Billboard 2019. El 18 de julio de 2019, interpretó los temas «Canalla» y «Payasos» junto a El Chaval de la Bachata y Frank Reyes en los Premios Juventud 2019. El 17 de octubre de 2019, interpretó «El beso que no le di» junto a Kiko Rodríguez en los Latin American Music Awards 2019.

## Lista de canciones
Todas las canciones escritas y compuestas por Romeo Santos. 
| N.º | Título                                      | Duración |  |
| 1.  | «Intro»                                     | 00:38    |  |
| 2.  | «Canalla» (con El chaval de la bachata)     | 03:46    |  |
| 3.  | «Payasos» (con Frank Reyes)                 | 03:24    |  |
| 4.  | «La demanda» (con Raulín Rodríguez)         | 03:54    |  |
| 5.  | «Millonario» (con Elvis Martínez)           | 04:01    |  |
| 6.  | «El beso que no le di» (con Kiko Rodríguez) | 03:28    |  |
| 7.  | «Ileso» (con Teodoro Reyes)                 | 03:38    |  |
| 8.  | «Amor enterrado» (con Joe Veras)            | 04:01    |  |
| 9.  | «Me quedo» (con Zacarías Ferreira)          | 03:57    |  |
| 10. | «Los últimos» (con Luis Vargas)             | 04:44    |  |
| 11. | «Años luz» (con Monchy & Alexandra)         | 03:42    |  |
| 12. | «Bellas» (con Anthony Santos)               | 04:02    |  |
| 13. | «Inmortal» (con Aventura)                   | 04:16    |  |